# Tatort: Das perfekte Verbrechen
Das perfekte Verbrechen ist ein Fernsehfilm aus der Krimireihe Tatort, der erstmals am 15. März 2020 ausgestrahlt wurde. Es ist die 1124. Folge der Reihe und der elfte Fall des Berliner Ermittlerteams Rubin und Karow.

## Handlung
Die Studentin Mina Jiang wird mittags mitten in Berlin erschossen. Die Kommissare Rubin und Karow ermitteln, dass der Schuss aus der nahe gelegenen Berlin School of Law, einer privaten Elite-Hochschule zur Ausbildung von Juristen, abgefeuert wurde. An dieser Hochschule existiert das Colloquium Conatus, ein elitärer Kreis ehrgeiziger Studenten, der pro Jahr nur ein neues Mitglied aufnimmt. Der aktuelle Kandidat, Benjamin, muss schwere Mutproben bestehen. Seine Freundin Luise, zugleich Freundin des Mordopfers, rät ihm von der Verstrickung in den Geheimbund ab. Dessen graue Eminenz, der bestens vernetzte Professor Liere, dessen Wege Kommissar Karow bereits in seinem abgebrochenen Jurastudium kreuzte, hat auch seinen Sohn in diesem Elite-Bund untergebracht. Schließlich wird der Sohn als Täter entlarvt. Doch lange Zeit gelang ihm, – und das war das Tatmotiv – seine Überlegenheit zu „beweisen“ und andere zu belasten, besonders den vom Vater bevorzugten Neuling. Schließlich wird gezeigt, dass Benjamin im Bunde „an Bord“ bleibt, als der nächste Kandidat begrüßt wird.

## Hintergrund
Der Film wurde vom 25. Juni 2019 bis zum 24. Juli 2019 in Berlin gedreht. Drehorte waren unter anderem der Gendarmenmarkt und die Villa Rohn („Löwenvilla“) in der Gregor-Mendel-Straße in Potsdam. Das Eckhaus, in dem die fiktive „Berlin School of Law“ untergebracht und aus dem der tödliche Schuss abgegeben worden sein soll, ist tatsächlich ein Bürogebäude an der Markgrafenstraße, Ecke Mohrenstraße (Hausnummer 33).
Der Name „Colloquium Conatus“ nimmt Bezug auf den Terminus Conatus, der seit der Antike in der Philosophie verwendet wird und unter anderem den Drang eines Menschen beschreibt, sich durch bewusste Anstrengung zu verbessern. Dazu passt der mehrfach von den Studenten rhythmisch deklamierte Wahlspruch der Verbindung „Ich kann, weil ich will, was ich muss“, der Immanuel Kant zugeschrieben wird, und die ebenfalls einige Male von ihnen rezitierte lateinische Redewendung Per aspera ad astra. Als es um die unbedingte Loyalität geht, die die Verbindung von ihren Mitgliedern verlangt, wird der juristische Grundsatz Pacta sunt servanda genannt, der eigentlich für die allgemeine Pflicht zur Vertragstreue im Zivilrecht steht.

## Rezeption

### Kritiken
Manche Kritiker äußerten sich unzufrieden über den Film. Christian Buß vom Spiegel zum Beispiel vergab nur zwei von zehn möglichen Punkten und hob es als „Besonders schlimm“ hervor, dass die Filmemacher „den Campus-Krimi zum Geheimbund-Thriller samt Fight-Club-Geholze und Kutten-Theater zu erhöhen versuchen“. Inna Hartwich kritisierte den Film in der NZZ als „reichlich klischiert“ und als „Übel“. Er wolle vieles und biete wenig, und die Kommissare würden nur „einfallslos vor sich hin ermitteln“, während die Entwicklung der beiden Hauptfiguren aus der vorangegangenen Berliner Tatort-Folge nicht fortgesetzt würde.
Andere Kritiker hingegen bewerteten den Film überwiegend positiv. Der Filmdienst etwa vergab drei von fünf möglichen Sternen und lobte den Film als mit „einigem Gefühl für Spannung“ inszeniert. Zwar würde die Geschichte zunehmend „ins Absurde“ abdriften, allerdings würden gute Schauspieler „die Schwachstellen des Films weitgehend vergessen“ machen. TAZ-Redakteur Andreas Hergeth meinte, der Film sei abgesehen „von einigen Klischees […] ein ziemlich perfekter ‚Tatort‘, der nicht nur klug durchdacht, hübsch ambivalent und spannend ist, sondern auch gut gespielt ist, starke Dialoge bietet und deshalb einfach Spaß macht. Ein superbes Lehrstück über Manipulation und darüber, dass es natürlich gar kein perfektes Verbrechen geben kann.“

### Einschaltquote
Die Erstausstrahlung von Das perfekte Verbrechen am 15. März 2020 wurde in Deutschland von 9,32 Millionen Zuschauern gesehen und erreichte einen Marktanteil von 25,3 % für Das Erste.